# Liste der Bodendenkmale in Langwedel (Weser)
In der Liste der Bodendenkmale in Langwedel sind die Bodendenkmale der niedersächsischen Gemeinde Langwedel (Weser) aufgeführt. Die Quelle ist der Denkmalatlas Niedersachsen. 

Langwedel im Landkreis Verden

Der Stand der Liste ist der 4. Januar 2025.

## Allgemein
In den Spalten finden sich folgende Informationen des Bodendenkmales:
Lagegeographische Koordinaten
BezeichnungBezeichnung lt. Denkmalatlas
BeschreibungBeschreibung lt. Denkmalatlas
IDObjekt-ID
BildBild, ggf. zusätzlich mit Link zu weiteren Fotos im Medienarchiv Wikimedia Commons.

## Etelsen
| Lage                       | Bezeichnung                     | Beschreibung | ID       | Bild |
| -------------------------- | ------------------------------- | --- | -------- | ---- |
| 53° 0′ 31″ N, 9° 6′ 28″ O  | Etelsen 3, Grabhügel            | Durchmesser ca. 20 m und Höhe ca. 1,5 m. | 32201745 | BW   |
| 53° 0′ 30″ N, 9° 6′ 29″ O  | Etelsen 4, Grabhügel            | Durchmesser ca. 20 m und Höhe ca. 1,7 m. | 32201759 | BW   |
| 53° 0′ 46″ N, 9° 8′ 39″ O  | Etelsen 17, Giersberger Schanze | Von der ehemals vierflügeligen Anlage ist nur der Ost-Teil mit dem nördlichen und östlichen Schenkel erhalten. Vorhanden sind zwei Wälle von je 40 m Länge, die rechtwinklig aufeinander zulaufen. Die Basisbreite der Wälle beträgt 8–10 m, ihre Höhe noch 2,5–3 m. Nach Norden vorgelagert ist ein Grabenrest mit noch 5 m Breite und maximal 0,5 m Tiefe, nach Osten ein schmalerer Graben, mit bis zu bis 1 m Tiefe, der im Nordosten in einem modernen Wassergraben aufgeht. Ob die Schanze mit dem Dreißigjährigen Krieg zusammenhängt ist unsicher.                                              | 32602771 | BW   |
| 52° 59′ 11″ N, 9° 6′ 59″ O | Etelsen 34, Wurt                | Nahezu rechteckig, Nordost-Südwest orientiert, ca. 200 × 100 m und Höhe ca. 1,2 m. Modern bebaut. Baubeobachtungen im März 2021 zeigen, dass die Wurt 2,8 m hoch aufgeschüttet wurde, erst darunter fand sich anstehender Boden. Frühe Erwähnungen in der Kurhannoverschen Landesaufnahme von 1771, Blatt 36, mit einem Gehöft dargestellt und als „Große Koppel“ bezeichnet. Ersterwähnung vermutlich aus 1232, wo die Wurt als Mandelsloh'sches Gut aufgeführt ist. 1678 dann in „Kleine Koppel“ und „Große Koppel“ unterteilt, 1771 aber als „Große Koppel“ bezeichnet. Genaues Alter nicht bekannt. | 37582777 | BW   |

## Cluvenhagen
| Lage                      | Bezeichnung                         | Beschreibung | ID       | Bild |
| ------------------------- | ----------------------------------- | --- | -------- | ---- |
| 53° 0′ 14″ N, 9° 9′ 39″ O | Cluvenhagen 5, Grabhügel            | Durchmesser ca. 17 m und Höhe ca. 1 m, am südlichen Teil beschädigt. | 32201744 | BW   |
| 53° 0′ 48″ N, 9° 8′ 39″ O | Cluvenhagen 19, Landwehrgraben      | Der teilweise erhaltene „Landwehrgraben“ sicherte den Geestrücken zwischen dem Hagener Moor im Norden und dem Berkelsmoor im Süden. Zusammen mit weiteren, heute obertägig zerstörten Landwehrabschnitten riegelte er die Geestrücken zwischen Aller-Weser-Urstromtal und Langwedeler Niederung ab, auf der heute die Trassen von Bundesbahn und Landesstraße zwischen Bremen und Verden verlaufen. Nordteil der Landwehr hier im Ackerland obertägig zerstört, D. Schünemann konnte 1981 im Zuge von Erdarbeiten in einem Schnitt 6 Gräben nachweisen. Das Teilstück wird etwa 150 m lang gewesen sein, ein zu einem Entwässerungsgraben ausgebauter Graben ist heute noch im Gelände erhalten. | 32602813 | BW   |
| 53° 0′ 47″ N, 9° 8′ 38″ O | Cluvenhagen 19, Giersberger Schanze | Mittelalterliche/frühneuzeitliche Landwehr mit darüber gebauter Schanze. Um 1800 soll die Landwehr „fast eine halbe Meile lang“ gewesen sein (Manecke, 19). Auf einem heute abgetragenen, nördlichen Teilstück von 150 m Länge konnten 1981 sechs Gräben nachgewiesen werden. Das mittlere Teilstück ist von einer teilerhaltenen Schanze überbaut (40 × 40 m), die ihren Ursprung im Dreißigjährigen Krieg (1618–1648) gehabt haben mag. Das südliche Teilstück der Landwehr besteht aus bis zu 4 parallelen Wällen und bis zu 4 Gräben, die auf insgesamt 100 m Länge erhalten sind. | 32602752 | BW   |

### Cluvenhagen 1
- ID:32201743
- Grabhügelfeld.

| Lage                      | Bezeichnung   | Beschreibung                                                       | ID       | Bild |
| ------------------------- | ------------- | ------------------------------------------------------------------ | -------- | ---- |
| 52° 59′ 6″ N, 9° 8′ 37″ O | Cluvenhagen 1 | Durchmesser ca. 20 m und Höhe ca. 1,7 m.                           | 32201501 | BW   |
| 52° 59′ 6″ N, 9° 8′ 40″ O | Cluvenhagen 2 | Durchmesser ca. 20 m und Höhe ca. 1,5 m, mit zentraler Vertiefung. | 32201502 | BW   |
| 52° 59′ 5″ N, 9° 8′ 41″ O | Cluvenhagen 3 | Durchmesser ca. 14 m und Höhe ca. 1 m.                             | 32202860 | BW   |
| 52° 59′ 4″ N, 9° 8′ 40″ O | Cluvenhagen 4 | Durchmesser ca. 14 m und Höhe ca. 1 m.                             | 32201621 | BW   |

## Haberloh
| Lage                       | Bezeichnung            | Beschreibung                                                | ID       | Bild |
| -------------------------- | ---------------------- | ----------------------------------------------------------- | -------- | ---- |
| 53° 1′ 52″ N, 9° 15′ 2″ O  | Haberloh 8, Grabhügel  | Durchmesser ca. 12 m und Höhe ca. 0,6 m.                    | 32202635 | BW   |
| 53° 1′ 42″ N, 9° 13′ 56″ O | Haberloh 9, Grabhügel  | Durchmesser ca. 15 m und Höhe ca. 1 m.                      | 32202634 | BW   |
| 53° 1′ 41″ N, 9° 13′ 57″ O | Haberloh 10, Grabhügel | Durchmesser ca. 10 m und Höhe ca. 0,7 m, zu 1/3 abgefahren. | 32202753 | BW   |

### Haberloh 4
- ID:32201760
- Grabhügelfeld.

| Lage                       | Bezeichnung | Beschreibung                              | ID       | Bild |
| -------------------------- | ----------- | ----------------------------------------- | -------- | ---- |
| 53° 1′ 52″ N, 9° 14′ 14″ O | Haberloh 4  | Durchmesser ca. 16 m und Höhe ca. 1,25 m. | 32201622 | BW   |
| 53° 1′ 52″ N, 9° 14′ 16″ O | Haberloh 5  | Durchmesser ca. 12 m und Höhe ca. 1 m.    | 32201871 | BW   |
| 53° 1′ 51″ N, 9° 14′ 16″ O | Haberloh 6  | Durchmesser ca. 11 m und Höhe ca. 0,75 m. | 32201882 | BW   |
| 53° 1′ 51″ N, 9° 14′ 18″ O | Haberloh 7  | Durchmesser ca. 18 m und Höhe ca. 0,75 m. | 32201883 | BW   |

## Hagen-Grinden
| Lage                       | Bezeichnung             | Beschreibung | ID       | Bild |
| -------------------------- | ----------------------- | --- | -------- | ---- |
| 52° 58′ 39″ N, 9° 7′ 54″ O | Hagen-Grinden 1, Burg   | Wall-Graben-Anlage, bestehend aus innerem Plateau und zwei vorgelagerten Wällen und Gräben. Wälle sind 8–15 m breit und bis 1,3 m hoch, die Gräben bis zu 0,8 m Tiefe erhalten. Wälle und Gräben an der Nordseite, Richtung Kanal (Flussbett der Alten Aller), nicht mehr vorhanden. Wahrscheinlich wurde der Nordteil der Burganlage durch die Alte Aller abgespült und allmählich eingeebnet. In den beiden Südecken des 20 × 30 × 1,5 m messenden Plateaus sind rechteckige Erhebungen zu erkennen, die Reste ehemaliger Gebäude darstellen mögen. | 32603635 | BW   |
| 52° 58′ 26″ N, 9° 6′ 25″ O | Hagen-Grinden 10, Deich | Länge ca. 1,5 km und teilweise noch unter der modernen Deichführung erhalten. 300 m langes Teilstück im Osten abgetragen. In der Kurhannoverschen Landesaufnahme 1773, Blatt 36 verzeichnet. | 32603009 | BW   |
| 52° 58′ 40″ N, 9° 6′ 55″ O | Hagen-Grinden 13, Wurt  | L-förmig, ca. 150 × 80 m, Höhe ca. 1 m aufweist. Modern bebaut. Im Zuge einer Neubebauung fand im Mai 2017 eine archäologische Untersuchung statt. Auf 55 m² Fläche wurden Reste von zwei älteren Gebäuden festgestellt. In einem Gebäude waren noch der Stampflehmboden, eine Steinreihe als Teil einer Zwischenwand, sowie Reste einer Feuerstelle vorhanden. Die Feuerstelle war an einer ovalen Verfärbung von 1,3 × 0,5 m mit aschehaltigem sandigem Lehm erkennbar, die direkt auf dem Stampflehm auflag. Neben der Feuerstelle war eine Reihe von (noch) sieben kleinen Findlingen vorhanden. Wahrscheinlich handelt es sich um die Unterkonstruktion für eine Holzschwelle. Unter jedem Findling lag noch ein zweiter, wohl ein Hinweis auf eine Erneuerungsphase. | 37582612 | BW   |
| 52° 58′ 43″ N, 9° 6′ 48″ O | Hagen-Grinden 14, Wurt  | Nahezu rechteckig, ONO-WSW orientiert, ca. 60 × 40 m. Höhe ca. 1 m. Modern bebaut. Auf dem „Plan von der neuen Einrichtung wegen Bekämpung der zwischen der alten Aller und der Weser, im Goh-Gericht Achim gelegenen Hagener- und Grindener-Marschen“ vom Ende des 18. Jh. als Gehöft verzeichnet. | 37582626 | BW   |
| 52° 58′ 49″ N, 9° 6′ 39″ O | Hagen-Grinden 15, Wurt  | Nahezu rechteckig, ONO-WSW orientiert, max. 130 × 100 m, Höhe ca. 1 m. Modern bebaut. Aus einem Brief des 'Neubauamtes für die Kanalisierung der Mittelweser' in Verden vom 14.12.1937 an Haarnagel, Institut für Marschen- und Wurtenforschung geht hervor, dass beim Neubau des Hauses im Jahr 1920 sieben übereinanderliegende Fußböden von Vorgängergebäuden festgestellt wurden. | 37582641 | BW   |
| 52° 58′ 51″ N, 9° 6′ 45″ O | Hagen-Grinden 16, Wurt  | Nahezu rechteckig, ONO-WSW orientiert, max. 60 × 40 m, Höhe ca. 0,8 m. Auf dem „Plan von der neuen Einrichtung wegen Bekämpfung der zwischen der alten Aller und der Weser, im Goh-Gericht Achim gelegenen Hagener- und Grindener-Marschen“ vom Ende des 18. Jh. ist ein Gehöft verzeichnet. | 37582651 | BW   |
| 52° 58′ 48″ N, 9° 6′ 50″ O | Hagen-Grinden 17, Wurt  | Nahezu oval, Ost-West orientiert ca. 170 × 130 m misst, Höhe ca. 1,2 m. Modern bebaut. Aus einem Brief vom 14.12.37 an die Wurthen-Forschungsstelle im Provincial-Museum Hannover geht hervor, dass beim Neubau sieben Fußböden übereinander vorgefunden wurden, die zu vorherigen Gebäuden gehören. Auf dem „Plan von der neuen Einrichtung wegen Bekämpfung der zwischen der alten Aller und der Weser, im Goh-Gericht Achim gelegenen Hagener- und Grindener-Marschen“ vom Ende des 18. Jh. ist ein Gehöft verzeichnet. | 37582661 | BW   |
| 52° 58′ 57″ N, 9° 7′ 7″ O  | Hagen-Grinden 21, Wurt  | Nahezu oval, Ost-West orientiert, ca. 115 × 90 m, Höhe ca. 1 m. Wiepelenbusch war ursprünglich ein kleines Gut der Clüver und wird seit 1568 als Wippelenbusch oder Wippelekenbusch erwähnt. In der Karte der Kurhannoverschen Landesaufnahme von 1771, Blatt 36 verzeichnet und mit einem Gehöft bebaut. | 37582792 | BW   |
| 52° 58′ 54″ N, 9° 7′ 20″ O | Hagen-Grinden 22, Wurt  | Nahezu oval, Nordost-Südwest orientiert, ca. 80 × 50 m, Höhe ca. 0,8 m. In der Karte der Kurhannoverschen Landesaufnahme von 1771, Blatt 36 verzeichnet und mit einem Gehöft bebaut. Gleiches gilt für den „Plan von der neuen Einrichtung wegen Bekämpfung der zwischen der alten Aller und der Weser, im Goh-Gericht Achim gelegenen Hagener- und Grindener-Marschen“ vom Ende des 18. Jh. | 37582806 | BW   |
| 52° 58′ 41″ N, 9° 5′ 18″ O | Hagen-Grinden 28, Wurt  | Nahezu rechteckig, Nord-Süd orientiert, ca. 220 × 100 m, Höhe ca. 1 m. In der Karte der Kurhannoverschen Landesaufnahme von 1771, Blatt 36 verzeichnet und mit einem Gehöft bebaut. | 37583025 | BW   |
| 52° 58′ 36″ N, 9° 6′ 52″ O | Hagen-Grinden 29, Wurt  | Nahezu rechteckig, NNO-SSW orientiert, ca. 130 × 60 m, Höhe ca. 1 m. In der Karte der Kurhannoverschen Landesaufnahme von 1771, Blatt 36 verzeichnet und mit einem Gehöft bebaut. Funde und Alter der Wurt sind nicht bekannt. Auf dem „Plan von der neuen Einrichtung wegen Bekämpfung der zwischen der alten Aller und der Weser, im Goh-Gericht Achim gelegenen Hagener- und Grindener-Marschen“ vom Ende des 18. Jh. ebenfalls ein Gehöft verzeichnet. | 32603705 | BW   |
| 52° 58′ 13″ N, 9° 7′ 42″ O | Hagen-Grinden 32, Wurt  | Nahezu oval, Nord-Süd orientiert, ca. 70 × 50 m, Höhe ca. 1 m. In der Karte der Kurhannoverschen Landesaufnahme von 1771, Blatt 36 verzeichnet und mit einem Gehöft bebaut. Funde und Alter der Wurt sind nicht bekannt. | 37858233 | BW   |

## Holtebüttel
| Lage                        | Bezeichnung               | Beschreibung                              | ID       | Bild |
| --------------------------- | ------------------------- | ----------------------------------------- | -------- | ---- |
| 52° 59′ 54″ N, 9° 14′ 41″ O | Holtebüttel 1, Grabhügel  | Durchmesser ca. 20 m und Höhe ca. 1,75 m. | 32202890 | BW   |
| 52° 59′ 54″ N, 9° 14′ 44″ O | Holtebüttel 2, Grabhügel  | Durchmesser ca. 20 m und Höhe ca. 1 m.    | 32203020 | BW   |
| 52° 58′ 15″ N, 9° 13′ 17″ O | Holtebüttel 14, Grabhügel | Durchmesser ca. 6 m und Höhe ca. 0,2 m.   | 32201397 | BW   |
| 52° 58′ 10″ N, 9° 13′ 41″ O | Holtebüttel 20, Grabhügel | Durchmesser ca. 11 m und Höhe ca. 0,6 m.  | 32201535 | BW   |
| 52° 58′ 10″ N, 9° 13′ 45″ O | Holtebüttel 21, Grabhügel | Durchmesser ca. 9 m und Höhe ca. 0,6 m.   | 32201536 | BW   |
| 52° 58′ 6″ N, 9° 13′ 42″ O  | Holtebüttel 22, Grabhügel | Durchmesser ca. 10 m und Höhe ca. 0,75 m. | 32201537 | BW   |
| 52° 58′ 6″ N, 9° 13′ 46″ O  | Holtebüttel 23, Grabhügel | Durchmesser ca. 10 m und Höhe ca. 0,75 m. | 32201666 | BW   |
| 52° 58′ 6″ N, 9° 13′ 47″ O  | Holtebüttel 24, Grabhügel | Durchmesser ca. 10 m und Höhe ca. 0,75 m. | 32201667 | BW   |
| 52° 58′ 15″ N, 9° 13′ 18″ O | Holtebüttel 27, Grabhügel | Durchmesser ca. 5 m und Höhe ca. 0,2 m.   | 32199367 | BW   |
| 52° 58′ 15″ N, 9° 13′ 20″ O | Holtebüttel 28, Grabhügel | Durchmesser ca. 5 m und Höhe ca. 0,2 m.   | 32199484 | BW   |
| 52° 58′ 8″ N, 9° 13′ 46″ O  | Holtebüttel 30, Grabhügel | Durchmesser ca. 5 m und Höhe ca. 0,4 m.   | 32201776 | BW   |

### Holtebüttel 3
- ID:32201396
- Grabhügelfeld.

| Lage                        | Bezeichnung    | Beschreibung                              | ID       | Bild |
| --------------------------- | -------------- | ----------------------------------------- | -------- | ---- |
| 52° 59′ 49″ N, 9° 14′ 48″ O | Holtebüttel 3  | Durchmesser ca. 12 m und Höhe ca. 0,5 m.  | 32203021 | BW   |
| 52° 59′ 48″ N, 9° 14′ 49″ O | Holtebüttel 4  | Durchmesser ca. 20 m und Höhe ca. 0,5 m.  | 32203022 | BW   |
| 52° 59′ 49″ N, 9° 14′ 50″ O | Holtebüttel 5  | Durchmesser ca. 11 m und Höhe ca. 0,5 m.  | 32201152 | BW   |
| 52° 59′ 47″ N, 9° 14′ 49″ O | Holtebüttel 6  | Durchmesser ca. 10 m und Höhe ca. 0,5 m.  | 32201153 | BW   |
| 52° 59′ 47″ N, 9° 14′ 50″ O | Holtebüttel 7  | Durchmesser ca. 9 m und Höhe ca. 0,5 m.   | 32201154 | BW   |
| 52° 59′ 49″ N, 9° 14′ 53″ O | Holtebüttel 8  | Durchmesser ca. 11 m und Höhe ca. 0,5 m.  | 32201269 | BW   |
| 52° 59′ 47″ N, 9° 14′ 52″ O | Holtebüttel 9  | Durchmesser ca. 13 m und Höhe ca. 0,75 m. | 32202269 | BW   |
| 52° 59′ 46″ N, 9° 14′ 50″ O | Holtebüttel 10 | Durchmesser ca. 23 m und Höhe ca. 1,25 m. | 32201271 | BW   |
| 52° 59′ 46″ N, 9° 14′ 51″ O | Holtebüttel 29 | Durchmesser ca. 4 m und Höhe ca. 0,25 m.  | 32201270 | BW   |

## Langwedel
| Lage                        | Bezeichnung       | Beschreibung | ID       | Bild           |
| --------------------------- | ----------------- | --- | -------- | -------------- |
| 52° 58′ 22″ N, 9° 11′ 58″ O | Langwedel 1, Burg | Die Überreste der Burg Langwedel liegen am südöstlichen Rand von Langwedel und sind mit einem Schwimmbad ('Burgbad') überbaut. Der Ort hieß auch Mühlenberg, da hier bis 1906 eine Windmühle stand. Die Burg beherrschte die alte Handels- und Heerstraße zwischen dem Stift Verden und dem Erzbistum Bremen. Sie wurde um 1225 vom Erzbischof von Bremen, Gerhard II., zunächst als Grenzburg erbaut, ab 1226 auch als Zollstation genutzt. In einer wechselvollen Geschichte wurde sie mehrmals gebrandschatzt und wiederaufgebaut. Im Dreißigjährigen Krieg war sie umkämpft, wurde niedergelegt und wiederaufgebaut; 1649 wurde die Burg endgültig geschleift. Auf der Kurhannoverschen Landesaufnahme ist nur die Hauptburg eingezeichnet, auf der Preußischen Landesaufnahme dagegen Vor- und Hauptburg. | 32603660 | Weitere Bilder |

## Völkersen
| Lage                        | Bezeichnung                 | Beschreibung | ID       | Bild           |
| --------------------------- | --------------------------- | --- | -------- | -------------- |
| 52° 59′ 51″ N, 9° 14′ 15″ O | Völkersen 1, Grabhügel      | Durchmesser ca. 21 m und Höhe ca. 1 m. | 32201798 | BW             |
| 52° 59′ 52″ N, 9° 14′ 36″ O | Völkersen 6, Grabhügel      | Durchmesser ca. 17 m und Höhe ca. 1,7 m. | 32201668 | BW             |
| 53° 0′ 13″ N, 9° 14′ 47″ O  | Völkersen 9, Grabhügel      | Durchmesser ca. 14 m und Höhe ca. 0,6 m. | 32202667 | BW             |
| 53° 1′ 24″ N, 9° 15′ 1″ O   | Völkersen 14, Grabhügel     | Durchmesser ca. 11 m und Höhe ca. 1 m. | 32202682 | BW             |
| 53° 1′ 18″ N, 9° 14′ 57″ O  | Völkersen 15, Grabhügel     | Durchmesser ca. 16 m und Höhe ca. 1,25 m. | 32202683 | BW             |
| 53° 1′ 12″ N, 9° 14′ 54″ O  | Völkersen 16, Grabhügel     | Durchmesser ca. 19 m und Höhe ca. 2,25 m. | 32602983 | BW             |
| 53° 1′ 8″ N, 9° 15′ 3″ O    | Völkersen 17, Grabhügel     | Durchmesser ca. 14 m und Höhe ca. 0,7 m. | 32202918 | BW             |
| 53° 1′ 6″ N, 9° 14′ 57″ O   | Völkersen 18, Grabhügel     | Durchmesser ca. 13 m und Höhe ca. 1 m. | 32202778 | BW             |
| 53° 1′ 6″ N, 9° 15′ 2″ O    | Völkersen 19, Grabhügel     | Durchmesser ca. 11 m und Höhe ca. 0,7 m. | 32202919 | BW             |
| 53° 1′ 6″ N, 9° 15′ 4″ O    | Völkersen 20, Grabhügel     | Durchmesser ca. 12 m und Höhe ca. 0,75 m. | 32201777 | BW             |
| 53° 1′ 2″ N, 9° 15′ 0″ O    | Völkersen 24, Grabhügel     | Durchmesser ca. 10 m und Höhe ca. 0,6 m. | 32201337 | BW             |
| 53° 0′ 47″ N, 9° 14′ 52″ O  | Völkersen 25, Grabhügel     | Durchmesser ca. 11 m und Höhe ca. 0,8 m. Aus dem Umfeld stammt eine jungsteinzeitliche Felsgesteinaxt. | 32201062 | BW             |
| 53° 0′ 55″ N, 9° 15′ 27″ O  | Völkersen 26, Grabhügel     | Durchmesser ca. 20 m und Höhe ca. 1 m. | 32201186 | BW             |
| 53° 1′ 2″ N, 9° 15′ 26″ O   | Völkersen 28, Grabhügel     | Durchmesser ca. 18 m und Höhe ca. 1,1 m, an West-Hälfte durch Sandgrube abgefahren. | 32201306 | BW             |
| 53° 0′ 53″ N, 9° 13′ 12″ O  | Völkersen 51, Grabhügel     | Durchmesser ca. 14 m und Höhe ca. 0,8 m. | 32201684 | BW             |
| 53° 0′ 53″ N, 9° 13′ 14″ O  | Völkersen 52, Grabhügel     | Durchmesser ca. 17 m und Höhe ca. 1,4 m. | 32201813 | BW             |
| 53° 1′ 10″ N, 9° 14′ 54″ O  | Völkersen 53, Großsteingrab | Vor der archäologischen Ausgrabung durch Schünemann 1971 war von dem Großsteingrab lediglich noch der nördliche Trägerstein der Grabkammer erhalten, sechs weitere Trägersteine konnten anhand von Standspuren rekonstruiert werden, etwaige Abdecksteine der Grabkammer fehlten. Die Grabanlage dürfte somit 6,5 × 4 groß gewesen sein, der Innenraum war mit Flussschottern und Stampflehm gepflastert. | 32602804 | Weitere Bilder |
| 53° 1′ 2″ N, 9° 15′ 32″ O   | Völkersen 54, Grabhügel     | Durchmesser ca. 19 m und Höhe ca. 1,2 m. | 32201814 | BW             |
| 53° 0′ 52″ N, 9° 13′ 9″ O   | Völkersen 72, Grabhügel     | Durchmesser ca. 9 m und Höhe ca. 0,5 m, mit zentraler Vertiefung. | 32201339 | BW             |

### Völkersen 3
- ID:32201905
- Grabhügelfeld.

| Lage                        | Bezeichnung | Beschreibung                                                       | ID       | Bild |
| --------------------------- | ----------- | ------------------------------------------------------------------ | -------- | ---- |
| 52° 59′ 52″ N, 9° 14′ 21″ O | Völkersen 3 | Durchmesser ca. 15 m und Höhe ca. 0,8 m.                           | 32201799 | BW   |
| 52° 59′ 52″ N, 9° 14′ 23″ O | Völkersen 4 | Durchmesser ca. 11 m und Höhe ca. 0,7 m.                           | 32201800 | BW   |
| 52° 59′ 52″ N, 9° 14′ 24″ O | Völkersen 5 | Durchmesser ca. 20 m und Höhe ca. 1,2 m, mit zentraler Vertiefung. | 32201904 | BW   |

### Völkersen 7
- ID:32202546
- Grabhügelfeld.

| Lage                        | Bezeichnung  | Beschreibung                                                   | ID       | Bild |
| --------------------------- | ------------ | -------------------------------------------------------------- | -------- | ---- |
| 53° 0′ 0″ N, 9° 14′ 31″ O   | Völkersen 7  | Durchmesser ca. 19 m und Höhe ca. 1,5 m. Beschädigt.           | 32202037 | BW   |
| 52° 59′ 59″ N, 9° 14′ 33″ O | Völkersen 8  | Durchmesser ca. 11 m und Höhe ca. 0,7 m, mit viereckigem Loch. | 32202038 | BW   |
| 53° 0′ 1″ N, 9° 14′ 34″ O   | Völkersen 56 | Durchmesser ca. 15 m und Höhe ca. 1,2 m.                       | 32202276 | BW   |
| 53° 0′ 1″ N, 9° 14′ 35″ O   | Völkersen 57 | Durchmesser ca. 14 m und Höhe ca. 1,6 m.                       | 32202277 | BW   |
| 53° 0′ 0″ N, 9° 14′ 34″ O   | Völkersen 58 | Durchmesser ca. 11 m und Höhe ca. 0,5 m.                       | 32202278 | BW   |
| 53° 0′ 0″ N, 9° 14′ 32″ O   | Völkersen 59 | Durchmesser ca. 9 m und Höhe ca. 1 m.                          | 32202412 | BW   |
| 53° 0′ 0″ N, 9° 14′ 33″ O   | Völkersen 67 | Durchmesser ca. 14 m und Höhe ca. 1,2 m.                       | 32202411 | BW   |
| 53° 0′ 0″ N, 9° 14′ 32″ O   | Völkersen 68 | Durchmesser ca. 10 m und Höhe ca. 1,2 m.                       | 32202413 | BW   |
| 53° 0′ 0″ N, 9° 14′ 32″ O   | Völkersen 69 | Durchmesser ca. 10 m und Höhe ca. 1 m.                         | 32202544 | BW   |
| 53° 0′ 0″ N, 9° 14′ 32″ O   | Völkersen 70 | Fläche ca. 7 × 8 m und Höhe ca. 1 m.                           | 32202036 | BW   |

### Völkersen 42
- ID:32201440
- Grabhügelfeld.

| Lage                       | Bezeichnung  | Beschreibung                            | ID       | Bild |
| -------------------------- | ------------ | --------------------------------------- | -------- | ---- |
| 53° 1′ 46″ N, 9° 16′ 23″ O | Völkersen 42 | Durchmesser ca. 16 m und Höhe ca. 1 m.  | 32201307 | BW   |
| 53° 1′ 45″ N, 9° 16′ 23″ O | Völkersen 43 | Durchmesser ca. 9 m und Höhe ca. 0,5 m. | 32201308 | BW   |
| 53° 1′ 45″ N, 9° 16′ 23″ O | Völkersen 44 | Durchmesser ca. 19 m und Höhe ca. 1 m.  | 32201439 | BW   |

### Völkersen 45
- ID:32201683
- Grabhügelfeld.

| Lage                       | Bezeichnung  | Beschreibung                                  | ID       | Bild |
| -------------------------- | ------------ | --------------------------------------------- | -------- | ---- |
| 53° 1′ 41″ N, 9° 16′ 51″ O | Völkersen 45 | Durchmesser ca. 12 m und Höhe ca. 0,9 m.      | 32201441 | BW   |
| 53° 1′ 40″ N, 9° 16′ 54″ O | Völkersen 46 | Durchmesser ca. 12 m und Höhe ca. 0,9 m.      | 32201451 | BW   |
| 53° 1′ 39″ N, 9° 16′ 55″ O | Völkersen 47 | Durchmesser ca. 12 m und Höhe ca. 0,7 m.      | 32201452 | BW   |
| 53° 1′ 39″ N, 9° 16′ 56″ O | Völkersen 48 | Durchmesser ca. ?? m und Höhe ca. 0,7 m.      | 32201453 | BW   |
| 53° 1′ 36″ N, 9° 16′ 51″ O | Völkersen 49 | Durchmesser ca. 14 m und Höhe ca. 1 m.        | 32201682 | BW   |
| 53° 1′ 38″ N, 9° 16′ 55″ O | Völkersen 71 | Fläche ca. 13 × 8 m und Höhe ca. 0,6 m. Oval. | 32201338 | BW   |